# Algansea barbata
El Pupo del Lerma (Algansea barbata) es una especie perteneciente a los pez de la familia Cyprinidae (carpas y carpitas) del orden Cypriniformes.
Son peces de tamaño mediano con hocico romo y boca ligeramente subterminal. La región ventral posterior de cada maxilar presenta una barbilla (a veces muy pequeña). La especie posee aleta caudal bifurcada con lóbulos ligeramente agudos, aleta dorsal con diez radios, escamas pequeñas difíciles de contar (71 a 95 en la línea lateral). Adultos de color gris oscuro en el dorso, aclarándose hacia los costados, llegando a ser blanco cremoso en el vientre. Costados con brillos iridiscentes. Juveniles con una mancha en la parte media de la aleta caudal; aletas dorsal y caudal oscuras y las demás claras. En cuanto a su distribución, la especie es endémica de las cabecera del río Lerma, en las vecindades del Valle de Toluca, Estado de México. Su hábitat corresponde a aguas lénticas y arroyos de corriente lenta a moderada, con  fondo arenoso-limoso, lodoso o de lodo compacto, donde la vegetación acuática es más bien escasa. Las profundidades en que se halla exceden 1.3 m, o más, cuando se trata de lagos o embalses.
Su área de distribución original ha sufrido una clara desaparición de cuerpos de agua por el desarrollo de asentamientos humanos, industriales y agrícolas, y por la explotación de mantos acuíferos. La grave contaminación de estos últimos es provocada principalmente por la actividad industrial y urbana. Su hábitat, además de haber sufrido la aparente desaparición la especie, ha sufrido la extirpación de al menos otras tres. La cuenca del Lerma ha sido clasificada en la última categoría del índice de calidad del agua como excesivamente contaminada. La NOM-059-SEMARNAT-2010 considera a la especie como En peligro de extinción y la UICN como En peligro crítico.
Para su conservación, se propone la búsqueda intensiva de otras poblaciones y la implementación de medidas de conservación con la población recientemente descubierta. De no tomarse medidas que contrarresten el impacto ambiental producido por los corredores industriales de la zona que habita esta especie y por las principales ciudades de la región geográfica, y de no implementarse planes para la recuperación de los sistemas acuáticos del alto Lerma, cualquier intento de bioconservación resultará infructuoso y en poco tiempo se podrá asegurar la extinción de la especie. Los principales factores de riesgo que amenazan la sobrevivencia de este pez son: su microendemismo, sus aracterísticas poblacionales, la marcada desaparición y modificación de los ambientes acuáticos de su habitat y el impacto de las actividades humanas. La relevancia de la especie radica en lo restringido de su distribución, su naturaleza de especie rara y sus bajas densidades de población, lo que hacen del Pupo de Lerma una especie destacada para estudios de conservación.

## Reproducción
Es ovíparo.

## Hábitat
Es un pez de agua dulce.

## Distribución geográfica
Se encuentran en Norteamérica, especie endémica para el río Lerma ubicado en México.

## Observaciones
Es inofensivo para los humanos.